# Mårslet Station
Mårslet Station  er en letbanestation på Odderbanen i stationsbyen Mårslet, en satellitby til Aarhus i Østjylland i Danmark. Den blev oprindeligt etableret som jernbanestation. Stationen har to perroner og to spor, idet to tog i visse situationer mødtes her.
Odderbanen blev (sammen med Grenaabanen) lukket for ombygning til letbane 27. august 2016. Det var forventet, at den ville genåbne som en del af Aarhus Letbane i december 2017, men på grund af manglende sikkerhedsgodkendelse blev genåbningen udskudt på ubestemt tid. Efter en længere proces genåbnede banen så 25. august 2018, efter at den nødvendige godkendelse fra Trafik-, Bygge- og Boligstyrelsen forelå dagen før.